# Abraham J. Williams
Abraham Jude Williams, född 26 februari 1781 i Hardy County, Virginia (i nuvarande West Virginia), död 30 december 1839 i Boone County, Missouri, var en amerikansk politiker (demokrat-republikan). Han var Missouris guvernör 1825–1826.
Williams var verksam som köpman i Missouri. Som talman i Missouris senat tjänstgjorde han 1822–1825. Viceguvernören hade avgått och guvernör Frederick Bates avled 1825 i ämbetet. Williams fick därefter inneha guvernörsämbetet till slutet av Bates mandatperiod. År 1826 efterträddes han sedan av John Miller som guvernör.
Williams avled 1839 och gravsattes på Columbia Cemetery i Columbia.